# Banda Musical de Paço de Sousa
A Banda Musical de Paço de Sousa é uma banda filarmónica sedeada na Vila de Paço de Sousa, no concelho de Penafiel, no norte litoral de Portugal.
É composta por 71 elementos, dos 10 aos 70 anos. 

## História

### 1880 - 1940 A "Pré-história" da Banda Musical de Paço de Sousa
Já em 1880 existia uma Banda de Música, com sede em S. Lourenço, chamada Música do Romualdo, nome do regente da banda, já que naquele tempo as bandas recebiam o nome do regente e não da localidade, como atualmente. Com a emigração dos filhos para o Brasil, Romualdo Ferreira deixou a banda, tendo muitos músicos ingressado na Música do Machado em Casconha, um lugar da freguesia da Sobreira, no concelho de Paredes.
Mais tarde surgiu o Grupo Musical de Diogo Leite Pereira de Melo, da Casa da Companhia, Paço de Sousa, que segundo a tradição realizou concertos num coreto assente nos ramos de um carvalho secular, ainda hoje existente e situado junto ao muro da quinta defronte ao cemitério velho de Paço de Sousa. Diogo Leite haveria por falecer em Dezembro de 1906, tendo sido sepultado em Paço de Sousa.
Após a morte de Diogo Leite foi criada a Orquestra de Paço de Sousa, sendo maestro o Sr. Alcino Barbosa, farmacêutico, natural do lugar do Assento, Paço de Sousa.
Através de um manuscrito do Sr. Belmiro Ferraz, tomamos conhecimento de que em meados de Novembro de 1930 foi constituído o Grupo Musical de S. José de Paço de Sousa, que apenas se manteve unido até Dezembro de 1931, altura em que, por dissidência de alguns elementos, surgiu um novo Grupo Musical a que deram o nome de “Os Bons Amigos do Salvador de Paço de Sousa” sendo regente o Sr. José Moreira de Cete.
Em Agosto de 1941, a convite do Dr. Joaquim Leite Pereira de Melo, da Casa da Companhia, reuniram-se os componentes do Grupo do Salvador e alguns elementos do Grupo de S. José com o fim de se unirem e criarem uma Banda de Música, comprometendo-se o Dr. Joaquim Leite a pagar ao Mestre e a dar os instrumentos que pudesse. Em face disto, e com o incentivo do Rev. Padre Miguel Baptista Lopes, ficou tudo aceite e marcado o primeiro ensaio para o mês de Setembro, sob a regência do Sr. José Moreira. Está assim constituída a Banda de Música de Paço de Sousa.

### 1940 - 1970 Uma banda sem sede própria
Os locais de ensaio da Banda nos primeiros tempos, segundo os testemunhos do Sr. João Coelho Ferraz, foram os mais diversos – da sala de ensaio da Casa da Companhia para a sacristia da igreja paroquial, daqui para o celeiro da Casa Pia passando depois para o refeitório da Casa do Gaiato e dali para uma casa de caseiro que já havia sido uma escola.
A 1 de Julho de 1951, nas festas do 13º aniversário da Associação Humanitária dos Bombeiros Voluntários de Paço de Sousa, incorporou-se a Banda de Música no cortejo que se dirigiu à Ponte de Areias para receber festivamente a primeira auto-maca (ambulância) da corporação. Na sessão solene que se seguiu. Foram colocados os emblemas da Associação aos componentes da Banda, que passou a denominar-se “Banda de Música dos Bombeiros Voluntários de Paço de Sousa”.
Em 1962, José Ferreira Lourenço, contramestre da Banda, assumiu interinamente a sua regência, por doença de José Moreira que, ao fim de duas décadas, deixou a banda acabando por falecer, com 57 anos, a 4 de Julho de 1962. 
Ainda no mesmo ano, José do Nascimento Martins, de S. João da Pesqueira, Sargento do Exército em serviço do quartel de Penafiel, passou a orientar a Banda até 1964, altura em que embarcou para Angola. Em virtude deste facto, foi então contactado António Augusto Pinto Loureiro, do Marco de Canavezes, que aceitou o cargo de Regente da Banda, tendo-o desempenhado até 1980.
Após terem decorrido ensaios em várias instalações, em 1969 é construída a primeira sede própria da Banda no lugar do Assento, juntamente com a sede da Junta de Freguesia.

### 1970 - 2000 Oficialização da banda como instituição cultural
Em 1978, e por sugestão do então regente Sr. Loureiro, resolveu a Direcção legalizar a Banda, a fim de, como associação, poder candidatar-se a subsídios de entidades oficiais. Assim, em 22 de Julho foi lavrada a escritura notarial e adoptada a ainda actual denominação de Banda Musical e Cultural de Paço de Sousa.
Em 1980, como já referido, o Sr. Loureiro deixou a banda, tendo assumido o cargo Arménio Ribeiro Lourenço, componente da banda e um “filho da casa” pois havia aí começado a sua “vida musical”. 
Em 1989 adquiriu a banda o actual instrumental, com o apoio do Ministério da Cultura.
Por falecimento da esposa do regente Arménio Lourenço, em Fevereiro de 1992, assumiu interinamente a função Adriano de Carvalho Soares, componente da banda desde 1963.
Em Abril de 1994, Arménio Lourenço retoma o cargo de regente até Dezembro desse mesmo ano, altura em que abandona em definitivo a Banda, tendo reassumido Adriano Soares, interinamente, a função.

### 2000 - 2010 Nova sede e nova direção
Em 2005, a Banda tem o orgulho de inaugurar a nova sede, no lugar de Vale Formoso, em Paço de Sousa. Um edifício construído de raiz para a coletividade e equipado com espaços condignos para a execução e ensino de música e desenvolvimento interpessoal dos jovens de Paço de Sousa (e terras vizinhas!) que desejem ocupar de forma construtiva e pedagógica os seus tempos livres.
Por força das circunstâncias, Adriano Soares acabou por se manter no cargo até Setembro de 2005, tendo assegurado durante cerca de 13 anos o crescimento musical da Banda e contribuído de forma decisiva para o ensino de música à maioria dos jovens componentes que passaram pela escola de música, e que integram hoje a Banda, função que ainda continua a desempenhar.
Em 16 de Setembro de 2005, após Adriano Soares ter comunicado à Direcção a sua vontade de deixar o cargo e voltar à sua original posição de executante, Ricardo Edgar dos Reis Soares, com 27 anos, clarinetista da Banda desde 1989, assumiu a regência da Banda.

### 2010 - 2020 Novos projetos: Escola, Coro e Orquestra
Em 2010 a banda passa a contar com a valência de escola, que lhe permite renovar-se e formar músicos desde a infância, permitindo-lhe alguma autonomia em relação aos conservatórios que até então eram a instituição essencial na formação de musical. 
Entre 2013 e 2015 são criados outros dois projetos, o Coro Polifónico e a Orquestra, que abraçam repertórios da música sacra e da música ligeira, respetivamente, que vão alargar o âmbito formativo e performativo da BMPS. 

## Banda
A Banda conta atualmente com 71 elementos.
Regente: Ricardo Soares
Serviços-gerais: Jorge Silva
| Oboés                      | Fagote        | Clarinetes | Saxofones | Trompetes | Trombones                                                                                  |
| -------------------------- | ------------- | --- | --- | --- | ------------------------------------------------------------------------------------------ |
| Rúben Martins Gil Martinho | Rafaela Silva | Inês Silva Hélder Andrade Paulo Ramos Vitor Araújo Ana Maia Fernando Costa Tiago Teixeira Diana Sousa Cristina Silva Filipa Beleza Daniela Maia Anabela Ribeiro Ana Diana Sousa | Alexandra Andrade Gonçalo Campos Adriano Soares José Adriano Silva Marco Afonso Leandro Andrade Alice Maia Henrique Carneiro Ana Barbosa Lara Sofia Vieira Rita Mendes Vanessa Dias | Henry Paulo Silva David Araújo Joaquim Dias Mendes Ribeiro David Carvalho Carina Soares Ivo Ferreira José Soares Beatriz Ferreira Beatriz Rodrigues Diogo Martins | José Ferreira António Marques Carlos Santos Filipe Ferreira Pedro Costa João Pedro Ribeiro |

|                                                | Trompas                                                    | Tubas                                                                          | Percussão                                                                                       | Flautas                                                                       |
| ---------------------------------------------- | ---------------------------------------------------------- | ------------------------------------------------------------------------------ | ----------------------------------------------------------------------------------------------- | ----------------------------------------------------------------------------- |
| Agostinho Soares José Manuel Leite André Sousa | Miguel Santos Cláudio Silva Carlos Fonseca Ana Rita Soares | Domingos Costa Pedro Pereira José Cunha Maria Moreira João Silva Ricardo Russo | Paulo Ricardo André Rocha Ricardo Nogueira Rui Nunes Pedro Leite Helena Barbosa Domingos Santos | Cláudia Gomes Rosário Carvalho Catarina Eusébio Célia Santos Catarina Barbosa |

## Orquestra
A Orquestra BMPS foi fundada em 2013 no seio da Banda Musical e Cultural de Paço de Sousa, com o objetivo de integrar os alunos da escola de música. A orquestra interpreta desde repertório clássico a ligeiro, tendo atuado em vários locais sempre correspondida pelo público. Constituída por cerca de 35 elementos, onde se incluem alunos da escola e músicos mais jovens da Banda Musical e Cultural de Paço de Sousa, é dirigida pelo Maestro Joaquim Dias que também é trompetista na BMPS e tem colaborado para o desenvolvimento da escola de música.

## Escola da Banda Musical de Paço de Sousa
Tendo um carácter experimental até 2016, é aí que, sob a liderança do professor Joaquim Dias, o projeto escola se estrutura alargando a instrumentos que não se prendem com o repertório filarmónico (sopros e percussão) para abranger cordofones tradicionais, instrumentos elétricos, entre outros. 
A escola de música tem como objetivo desenvolver o talento musical dos jovens e prepará-los para ingressarem na Banda, servindo de ponto de partida para outros patamares superiores no campo musical, nomeadamente o ingresso em escolas profissionais e conservatórios. 
A adesão dos jovens à Banda tem crescido significativamente nos últimos anos através da inscrição na Escola de Música, que conta atualmente com mais de 50 alunos, a partir dos 7 anos de idade. Para a continuidade da Banda a juventude é fundamental, contando com os jovens para integrarem esta coletividade e contribuírem dessa forma para o desenvolvimento e promoção de Paço de Sousa